# Bódi Péter
Bódi Péter (Miskolc, 1991.–) magyar író.

## Életpályája
1991-ben született. A Váci Piarista Gimnáziumban érettségizett, majd a Képzőművészeti Egyetem hallgatója volt. Első regénye Szétírt falak címmel jelent meg 2012-ben.
Műveiben elsősorban a mai fiatalok életével és helyzetével foglalkozik.

## Művei
- Szétírt falak; Ab Ovo, Bp., 2012
- Hipster. Regény; Kalligram, Bp., 2017
- Engedetlenek. Regény; Kalligram, Bp., 2018
- Hype, Pesti Kalligram, Bp., 2021